# Oscar 2002
A 74.ª edição do Oscar, apresentada pela Academy of Motion Picture Arts and Sciences (AMPAS) em 24 de março de 2002, homenageou filmes de 2001 no Kodak Theatre em Los Angeles. Durante a cerimônia, foram premiadas 24 categorias. A transmissão televisiva foi feita pelo canal ABC e produzida por Laura Ziskin e dirigida por Louis J. Horvitz. A atriz Whoopi Goldberg apresentou a premiação pela quarta vez. Três semanas antes, Charlize Theron apresentou a premiação por conquistas técnicas em 2 de março no Regent Beverly Wilshire Hotel em Beverly Hills na California.

## Vencedores e Indicados
| Melhor Filme - Uma Mente Brilhante – Brian Grazer e Ron Howard, produtores‡ - Assassinato em Gosford Park – Robert Altman, Bob Balaban e David Levy, produtores - Entre Quatro Paredes – Graham Leader, Ross Katz e Todd Field, produtores - O Senhor dos Anéis: A Sociedade do Anel – Peter Jackson, Fran Walsh e Barrie M. Osborne, produtores - Moulin Rouge - Amor em Vermelho – Martin Brown, Baz Luhrmann e Fred Baron, produtores                                             | Melhor Diretor - Ron Howard – Uma Mente Brilhante ‡ - Ridley Scott – Falcão Negro em Perigo - Robert Altman – Assassinato em Gosford Park - Peter Jackson – O Senhor dos Anéis: A Sociedade do Anel - David Lynch – Cidade dos Sonhos |
| Melhor Ator - Denzel Washington – Dia de Treinamento como Alonzo Harris‡ - Russell Crowe – Uma Mente Brilhante como John Forbes Nash Jr. - Sean Penn – Uma Lição de Amor como Sam Dawson - Will Smith – Ali como Muhammad Ali - Tom Wilkinson – Entre Quatro Paredes como Dr. Matthew Fowler | Melhor Atriz - Halle Berry – A Última Ceia como Leticia Musgrove‡ - Judi Dench – Iris como Iris Murdoch - Nicole Kidman – Moulin Rouge - Amor em Vermelho como Satine - Sissy Spacek – Entre Quatro Paredes como Ruth Fowler - Renée Zellweger – O Diário de Bridget Jones como Bridget Jones |
| Melhor Ator Coadjuvante - Jim Broadbent – Iris como John Bayley‡ - Ethan Hawke – Dia de Treinamento como Oficial Jake Hoyt - Ben Kingsley – Sexy Beast como Don Logan - Ian McKellen – O Senhor dos Anéis: A Sociedade do Anel como Gandalf - Jon Voight – Ali como Howard Cosell | Melhor Atriz Coadjuvante - Jennifer Connelly – Uma Mente Brilhante como Alicia de Lardé-Nash‡ - Helen Mirren – Assassinato em Gosford Park como Jane Wilson - Maggie Smith – Assassinato em Gosford Park como Constance Trentham - Marisa Tomei – Entre Quatro Paredes como Natalie Strout - Kate Winslet – Iris como Iris Murdoch |
| Melhor Roteiro Original - Assassinato em Gosford Park – Julian Fellowes‡ - O Fabuloso Destino Amélie Paulin – Guillaume Laurant e Jean-Pierre Jeunet - Amnésia – Christopher Nolan e Jonathan Nolan - A Última Ceia – Milo Addica e Will Rokos - Os Excêntricos Tenenbaums – Wes Anderson e Owen Wilson | Melhor Roteiro Adaptado - Uma Mente Brilhante – Akiva Goldsman baseado em the book de Sylvia Nasar‡ - Ghost World - Aprendendo a Viver – Daniel Clowes e Terry Zwigoff baseado no the comic book de Daniel Clowes - Entre Quatro Paredes – Rob Festinger e Todd Field baseado na Estória "Killings" de Andre Dubus - O Senhor dos Anéis: A Sociedade do Anel – Fran Walsh, Philippa Boyens, e Peter Jackson basedo no the book de J. R. R. Tolkien - Shrek – Ted Elliott, Terry Rossio, Joe Stillman, e Roger S. H. Schulman basedo no the book de William Steig |
| Melhor Filme de Animação - Shrek – Aron Warner‡ - Jimmy Neutron: Boy Genius – Steve Oedekerk e John A. Davis - Monstros S.A. – Pete Docter e John Lasseter | Melhor Filme em Língua Estrangeira - No Man's Land (Bosnia and Herzegovina) in Bosnian – Danis Tanović‡ - Amélie (France) in French – Jean-Pierre Jeunet - Elling (Norway) in Norwegian – Petter Ness - Lagaan (India) in Hindi and Bhojpuri – Ashutosh Gowariker - Son of the Bride (Argentina) in Spanish – Juan José Campanella |
| Best Documentary – Feature - Murder on a Sunday Morning – Jean-Xavier de Lestrade and Denis Poncet‡ - Children Underground – Edet Belzberg - LaLee's Kin: The Legacy of Cotton – Susan Froemke and Deborah Dickson - Promises – Justine Shapiro and B.Z. Goldberg - War Photographer – Christian Frei | Best Documentary – Short Subject - Thoth – Sarah Kernochan and Lynn Appelle‡ - Artists and Orphans: A True Drama – Lianne Klapper McNally - Sing! – Freida Lee Mock and Jessica Sanders |
| Best Live Action Short Film - The Accountant – Ray McKinnon and Lisa Blount‡ - Copy Shop – Virgil Widrich - Gregor's Greatest Invention – Johannes Kiefer - A Man Thing (Meska Sprawa) – Sławomir Fabicki and Bogumil Godfrejow - Speed for Thespians – Kalman Apple and Shameela Bakhsh | Best Animated Short Film - For the Birds – Ralph Eggleston‡ - Fifty Percent Grey – Ruairí Robinson and Seamus Byrne - Give Up Yer Aul Sins – Cathal Gaffney and Darragh O'Connell - Strange Invaders – Cordell Barker - Stubble Trouble – Joseph E. Merideth |
| Best Original Score - The Lord of the Rings: The Fellowship of the Ring — Howard Shore‡ - A.I. Artificial Intelligence — John Williams - A Beautiful Mind — James Horner - Harry Potter and the Sorcerer's Stone — John Williams - Monsters, Inc. — Randy Newman | Best Original Song - "If I Didn't Have You" from Monsters, Inc. – Music and Lyrics by Randy Newman‡ - "May It Be" from The Lord of the Rings: The Fellowship of the Ring – Music and Lyrics by Enya, Nicky Ryan, and Roma Ryan - "There You'll Be" from Pearl Harbor – Music and Lyrics by Diane Warren - "Until..." from Kate & Leopold – Music and Lyrics by Sting - "Vanilla Sky" from Vanilla Sky – Music and Lyrics by Paul McCartney |
| Best Sound Editing - Pearl Harbor – George Watters II and Christopher Boyes‡ - Monsters, Inc. – Gary Rydstrom and Michael Silvers | Best Sound - Black Hawk Down – Michael Minkler, Myron Nettinga and Chris Munro‡ - Amélie – Vincent Arnardi, Guillaume Leriche and Jean Umansky - The Lord of the Rings: The Fellowship of the Ring – Christopher Boyes, Michael Semanick, Gethin Creagh and Hammond Peek - Moulin Rouge! – Andy Nelson, Anna Behlmer, Roger Savage and Guntis Sics - Pearl Harbor – Kevin O'Connell, Greg P. Russell, and Peter J. Devlin |
| Best Art Direction - Moulin Rouge! – Art Direction: Catherine Martin; Set Decoration: Brigitte Broch‡ - Amélie – Art Direction: Aline Bonetto; Set Decoration: Marie-Laure Valla - Gosford Park – Art Direction: Stephen Altman; Set Decoration: Anna Pinnock - Harry Potter and the Sorcerer's Stone – Art Direction: Stuart Craig; Set Decoration: Stephenie McMillan - The Lord of the Rings: The Fellowship of the Ring – Art Direction: Grant Major; Set Decoration: Dan Hennah | Best Cinematography - The Lord of the Rings: The Fellowship of the Ring – Andrew Lesnie‡ - Amélie – Bruno Delbonnel - Black Hawk Down – Sławomir Idziak - The Man Who Wasn't There – Roger Deakins - Moulin Rouge! – Donald M. McAlpine |
| Best Makeup - The Lord of the Rings: The Fellowship of the Ring – Peter Owen and Richard Taylor‡ - A Beautiful Mind – Greg Cannom and Colleen Callaghan - Moulin Rouge! – Maurizio Silvi and Aldo Signoretti | Best Costume Design - Moulin Rouge! – Catherine Martin and Angus Strathie‡ - The Affair of the Necklace – Milena Canonero - Gosford Park – Jenny Beavan - Harry Potter and the Sorcerer's Stone – Judianna Makovsky - The Lord of the Rings: The Fellowship of the Ring – Ngila Dickson and Richard Taylor |
| Best Film Editing - Black Hawk Down – Pietro Scalia‡ - A Beautiful Mind – Mike Hill and Dan Hanley - The Lord of the Rings: The Fellowship of the Ring – John Gilbert - Memento – Dody Dorn - Moulin Rouge! – Jill Bilcock | Best Visual Effects - The Lord of the Rings: The Fellowship of the Ring – Jim Rygiel, Randall William Cook, Richard Taylor and Mark Stetson‡ - A.I. Artificial Intelligence – Dennis Muren, Scott Farrar, Stan Winston and Michael Lantieri - Pearl Harbor – Eric Brevig, John Frazier, Ed Hirsh and Ben Snow |

## Melhor Direção
- Vencedor:
  - Ron Howard por Uma Mente Brilhante
- Indicados:
  - Robert Altman por Assassinato em Gosford Park
  - Peter Jackson por O Senhor dos Anéis: A Sociedade do Anel
  - David Lynch por Cidade dos Sonhos
  - Ridley Scott por Falcão Negro em Perigo

## Melhor Ator
- Vencedor:
  - Denzel Washington por Dia de Treinamento
- Indicados:
  - Sean Penn por Uma Lição de Amor
  - Tom Wilkinson por Entre Quatro Paredes
  - Russell Crowe por Uma Mente Brilhante
  - Will Smith por Ali

## Melhor Atriz
- Vencedor:
  - Halle Berry por A Última Ceia
- Indicados:
  - Nicole Kidman por Moulin Rouge - Amor em Vermelho
  - Sissy Spacek por Entre Quatro Paredes
  - Renée Zellweger por O Diário de Bridget Jones
  - Judi Dench por Iris

## Melhor Ator Coadjuvante
- Vencedor:
  - Jim Broadbent por Iris
- Indicados:
  - Ethan Hawke por Dia de Treinamento
  - Ian McKellen por O Senhor dos Anéis: A Sociedade do Anel
  - Jon Voight por Ali
  - Ben Kingsley por Sexy Beast

## Melhor Atriz Coadjuvante
- Vencedor:
  - Jennifer Connelly por Uma Mente Brilhante
- Indicados:
  - Kate Winslet por Iris
  - Maggie Smith por Assassinato em Gosford Park
  - Helen Mirren por Assassinato em Gosford Park
  - Marisa Tomei por Entre Quatro Paredes

## Melhor Filme de Animação
- Vencedor:
  - Shrek
- Indicados:
  - Jimmy Neutron - O Menino Gênio
  - Monstros S.A.

## Melhor Filme de Língua Estrangeira
- Vencedor:
  - Terra de Ninguém
- Indicados:
  - Elling
  - O Fabuloso Destino de Amélie Poulain
  - O Filho da Noiva
  - Lagaan - Era Uma Vez na Índia

## Melhor Roteiro Original
- Vencedor:
  - Assassinato em Gosford Park
- Indicados:
  - Os Excêntricos Tenenbaums
  - O Fabuloso Destino de Amélie Poulain
  - A Última Ceia
  - Amnésia

## Melhor Roteiro Adaptado
- Vencedor:
  - Uma Mente Brilhante
- Indicados:
  - Entre Quatro Paredes
  - O Senhor dos Anéis: A Sociedade do Anel
  - Shrek
  - Ghost World - Aprendendo a Viver

## Melhor Figurino
- Vencedor:
  - Moulin Rouge - Amor em Vermelho
- Indicados:
  - O Enigma do Colar
  - Assassinato em Gosford Park
  - Harry Potter e a Pedra Filosofal
  - O Senhor dos Anéis: A Sociedade do Anel

## Melhor Maquiagem
- Vencedor:
  - O Senhor dos Anéis: A Sociedade do Anel
- Indicados:
  - Moulin Rouge - Amor em Vermelho
  - Uma Mente Brilhante

## Melhor Montagem
- Vencedor:
  - Falcão Negro em Perigo
- Indicados:
  - O Senhor dos Anéis: A Sociedade do Anel
  - Amnésia
  - Moulin Rouge - Amor em Vermelho
  - Uma Mente Brilhante

## Melhores Efeitos Visuais
- Vencedor:
  - O Senhor dos Anéis: A Sociedade do Anel
- Indicados:
  - A.I. - Inteligência Artificial
  - Pearl Harbor

## Melhor Fotografia
- Vencedor:
  - O Senhor dos Anéis: A Sociedade do Anel
- Indicados:
  - Falcão Negro em Perigo
  - O Homem Que Não Estava Lá
  - Moulin Rouge - Amor em Vermelho
  - O Fabuloso Destino de Amélie Poulain

## Melhor Som
- Vencedor:
  - Falcão Negro em Perigo
- Indicados:
  - O Fabuloso Destino de Amélie Poulain
  - O Senhor dos Anéis: A Sociedade do Anel
  - Moulin Rouge - Amor em Vermelho
  - Pearl Harbor

## Melhor Trilha Sonora
- Vencedor:
  - O Senhor dos Anéis: A Sociedade do Anel
- Indicados:
  - A.I. - Inteligência Artificial
  - Uma Mente Brilhante
  - Harry Potter e a Pedra Filosofal
  - Monstros S.A.

## Melhor Canção Original
- Vencedor:
  - Monstros S.A.
- Indicados:
  - Vanilla Sky
  - Pearl Harbor
  - O Senhor dos Anéis: A Sociedade do Anel
  - Kate & Leopold

## Melhor Direção de Arte
- Vencedor:
  - Moulin Rouge - Amor em Vermelho
- Indicados:
  - O Fabuloso Destino de Amélie Poulain
  - Assassinato em Gosford Park
  - Harry Potter e a Pedra Filosofal
  - O Senhor dos Anéis: A Sociedade do Anel

## Melhores Efeitos Sonoros
- Vencedor:
  - Pearl Harbor
- Indicados:
  - Monstros S.A.